# Vita Anskarii
Vita Anskarii eller Vita Ansgarii (”Ansgars liv”) är berättelsen om missionären Ansgars liv och gärningar, som nedtecknades ett antal år efter hans död.
Vita Anskarii skrevs under perioden 865–876 av Rimbert, Ansgars efterträdare som ärkebiskop i Hamburg-Bremen. Rimbert har kunnat basera sin framställning på Ansgars egna uppgifter, samt på uppgifter från ögonvittnen som till exempel följeslagaren Witmar. Skildringen förmedlar många intryck från Ansgars vistelse i 800-talets Sverige.
Berättelsen utgör också en av få källor för information om Nordens samhällsstruktur under denna period, samt är den enda hågkomst som bevarats till eftervärlden avseende ett flertal dåtida kungar i de områden som idag utgör Danmark och Sverige. Texten berättar bland annat om kung Björn i Birka och kungarna Hårik och Hårik II i Danmark. Vita Anskarii finns i olika svenska översättningar, senast av Eva Odelman 1986, utgiven med titeln Boken om Ansgar och med vetenskapliga kommentarer.